# بحويتا
بحويتا هي قرية لبنانية من قرى قضاء الضنية في محافظة الشمال.